# Robert J. Huber

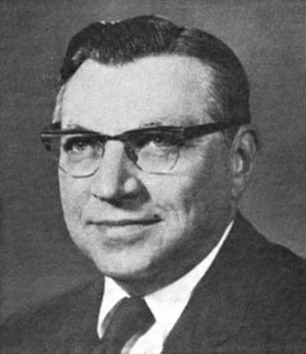
Robert J. Huber (1973)

Robert James Huber (* 29. August 1922 in Detroit, Michigan; † 23. April 2001 in Troy, Michigan) war ein US-amerikanischer Politiker.
Huber besuchte 1935 bis 1937 die University of Detroit und graduierte 1939 an der Culver Military Academy. 1943 erhielt er an der Sheffield Scientific School, einem College der Yale University seinen Bachelor of Science. Danach diente Huber 1943 bis 1946 in der United States Army. 1959 wurde der inzwischen als Geschäftsmann tätige Huber zum Bürgermeister der Stadt Troy gewählt. Dieses Amt übte er bis 1964 aus. 1965 bis 1970 saß Huber im Senat von Michigan, bevor er schließlich als Republikaner in den 93. Kongress gewählt wurde und dort vom 3. Januar 1973 bis zum 3. Januar 1975 den Bundesstaat Michigan im Repräsentantenhaus vertrat. Bei den Wahlen zum 94. kongress konnte er 1974 sein Mandat nicht verteidigen.